# Puchar Polski w piłce nożnej (1953/1954)
Puchar Polski w piłce nożnej mężczyzn w sezonie 1953/1954 – 4. edycja rozgrywek, mających na celu wyłonienie zdobywcy Pucharu Polski. Zwycięzcą rozgrywek została Gwardia Warszawa, dla której był to pierwszy Puchar Polski w historii klubu.
Mecz finałowy odbył się 22 lipca 1954 na Stadionie Wojska Polskiego w Warszawie, który zakończył się bezbramkowym remisem. Dodatkowy mecz finału odbył się 9 września 1954 na Stadionie Olimpijskim we Wrocławiu.

## I runda
Rozgrywki rozpoczęto 6 września 1953 od udziału drużyn klas B i C. Mecze I rundy rozegrano 15 listopada 1953. 
| Drużyna 1                    | Wynik              | Drużyna 2                  |
| ---------------------------- | ------------------ | -------------------------- |
| Dąbski Kraków                | 0:7                | Wisła Kraków               |
| Lublinianka Lublin           | 2:5                | Wisła II Kraków            |
| Marymont II Warszawa         | 4:2                | Gwardia Lublin             |
| Lechia Tomaszów Mazowiecki   | 3:6                | Pogoń Szczecin             |
| Warmia Olsztyn               | 3:2                | Polonia Bydgoszcz          |
| Łużyce Lubań                 | 3:1                | Lechia Gdańsk              |
| Stal Mielec                  | 2:1 pd.            | Kolejarz Poznań            |
| Beskid Andrychów             | 4:1                | Stilon Gorzów Wielkopolski |
| Gwardia II Warszawa          | 0:1                | Górnik Radlin              |
| MKS Kluczbork                | 1:0                | Wybrzeże Gdańsk            |
| Lechia II Gdańsk             | 2:1                | ŁKS Łódź                   |
| Gryf Słupsk                  | 1:2                | Górnik Zabrze              |
| Lech II Poznań               | 0:2                | Górnik Wałbrzych           |
| Szombierki II Bytom          | 1:0                | Cracovia                   |
| Odra II Opole                | 2:4                | Ruch II Chorzów            |
| Stal Rzeszów                 | 2:2, dod. mecz 4:3 | AKS Chorzów                |
| Stella Gniezno               | 2:0                | AKS II Chorzów             |
| Hetman Białystok             | 1:2                | Garbarnia Kraków           |
| Znicz Pruszków               | 0:2                | Odra Opole                 |
| ŁKS II Łódź                  | 4:2                | Tarnovia Tarnów            |
| KSZO Ostrowiec Świętokrzyski | 1:8                | Legia II Warszawa          |
| Ślęza Wrocław                | 1:2 pd.            | Legia Warszawa             |
| Polonia II Bytom             | 0:1                | Błękitni Kielce            |
| Górnik II Radlin             | 5:1                | Marymont Warszawa          |
| Kujawiak Włocławek           | 0:2                | Cracovia II                |

Wolny los – Ruch Chorzów, Polonia Bytom, Polonia Warszawa, Szombierki Bytom, Zagłębie Sosnowiec, Gwardia Warszawa, Polonia Leszno.

## II runda
| Drużyna 1            | Wynik                            | Drużyna 2           |
| -------------------- | -------------------------------- | ------------------- |
| Górnik Radlin        | 3:0                              | MKS Kluczbork       |
| Gwardia Warszawa     | 7:0                              | Górnik Wałbrzych    |
| Ruch II Chorzów      | 1:5                              | AKS Chorzów         |
| Odra Opole           | 6:0                              | ŁKS II Łódź         |
| Łużyce Lubań         | 3:1                              | Stal Mielec         |
| Polonia Leszno       | 4:1                              | Szombierki II Bytom |
| Pogoń Szczecin       | 3:1 pd.                          | Warmia Olsztyn      |
| Stella Gniezno       | 2:4 pd.                          | Garbarnia Kraków    |
| Błękitni Kielce      | 4:1                              | Górnik II Radlin    |
| Legia Warszawa       | 4:2                              | Legia II Warszawa   |
| Wisła Kraków         | 1:0                              | Ruch Chorzów        |
| Marymont II Warszawa | 3:6                              | Szombierki Bytom    |
| Polonia Bytom        | 3:1                              | Wisła II Kraków     |
| Beskid Andrychów     | 3:3 dod. mecz 1:4                | Zagłębie Sosnowiec  |
| Lechia II Gdańsk     | 0:3 w/o (na boisku 1:0 po dogr.) | Górnik Zabrze       |

## 1/8 finału
| Drużyna 1        | Wynik             | Drużyna 2          |
| ---------------- | ----------------- | ------------------ |
| Wisła Kraków     | 3:2 pd.           | Polonia Bytom      |
| Szombierki Bytom | 3:0               | Pogoń Szczecin     |
| Łużyce Lubań     | 1:4               | Zagłębie Sosnowiec |
| Górnik Radlin    | 1:0               | Górnik Zabrze      |
| Gwardia Warszawa | 3:1               | Polonia Leszno     |
| Odra Opole       | 1:2               | Legia Warszawa     |
| Błękitni Kielce  | 1:0               | Cracovia           |
| AKS Chorzów      | 2:2 dod. mecz 3:1 | Pogoń Szczecin     |

## Ćwierćfinały
| Drużyna 1          | Wynik | Drużyna 2        |
| ------------------ | ----- | ---------------- |
| Zagłębie Sosnowiec | 2:0   | Górnik Radlin    |
| Legia Warszawa     | 7:0   | Błękitni Kielce  |
| Wisła Kraków       | 2:0   | Szombierki Bytom |
| Gwardia Warszawa   | 4:1   | AKS Chorzów      |

## Półfinały
| Drużyna 1        | Wynik | Drużyna 2          |
| ---------------- | ----- | ------------------ |
| Wisła Kraków     | 2:1   | Zagłębie Sosnowiec |
| Gwardia Warszawa | 2:1   | Legia Warszawa     |

## Finał
Spotkanie finałowe odbyło się 22 lipca 1954 na Stadionie Wojska Polskiego w Warszawie. Frekwencja na stadionie wyniosła 30 000 widzów. Mecz sędziował Józef Kowol ze Stalinogrodu. Mecz zakończył się bezbramkowym remisem.
| 22 lipca 1954 | Gwardia Warszawa | 0:0Raport | Wisła Kraków | Stadion Wojska Polskiego, Warszawa Widzów: 30 000 Sędzia: Józef Kowol (Stalinogród) |
|               |                  |           |              |                                                                                     |

| GWARDIA WARSZAWA  |  |                        |  |     |
|                   |  |                        |  |     |
|                   |  |                        |  |     |
| BR                |  | Tomasz Stefaniszyn     |  |     |
| OB                |  | Stanisław Markowski    |  |     |
| OB                |  | Zdzisław Maruszkiewicz |  |     |
| OB                |  | Zygmunt Ochmański      |  |     |
| OB                |  | Wojciech Hodyra        |  |     |
| PO                |  | Edmund Zientara        |  |     |
| PO                |  | Jerzy Olszewski        |  |     |
| PO                |  | Ryszard Wiśniewski     |  |     |
| NA                |  | Stanisław Hachorek     |  |     |
| NA                |  | Adam Brzozowski        |  | 46' |
| NA                |  | Krzysztof Baszkiewicz  |  |     |
| Rezerwowi:        |  |                        |  |     |
| NA                |  | Henryk Jazłowiecki     |  | 46' |
| Trener:           |  |                        |  |     |
| Edward Brzozowski |  |                        |  |     |

| WISŁA KRAKÓW  |  |                       |  |     |
|               |  |                       |  |     |
| BR            |  | Zbigniew Lech         |  |     |
| OB            |  | Jerzy Piotrowski      |  |     |
| OB            |  | Mieczysław Szczurek   |  |     |
| OB            |  | Stanisław Flanek      |  |     |
| OB            |  | Leszek Snopkowski     |  |     |
| PO            |  | Józef Mamoń           |  |     |
| PO            |  | Marian Machowski      |  | 25' |
| PO            |  | Zbigniew Jaskowski    |  |     |
| NA            |  | Włodzimierz Kościelny |  |     |
| NA            |  | Józef Kohut           |  |     |
| NA            |  | Zdzisław Mordarski    |  |     |
| Rezerwowi:    |  |                       |  |     |
| PO            |  | Wiesław Gamaj         |  | 25' |
| Trener:       |  |                       |  |     |
| Michał Matyas |  |                       |  |     |

### Dodatkowy mecz
Dodatkowe spotkanie finałowe odbyło się 9 września 1954 na Stadionie Olimpijskim we Wrocławiu. Frekwencja na stadionie wyniosła 20 000 widzów. Mecz sędziował Marian Nalepa ze Stalinogrodu. Mecz zakończył się zwycięstwem Gwardii 3:1. Bramki dla Gwardii zdobyli Stanisław Hachorek w 2. i 22. minucie i Krzysztof Baszkiewicz w 51. minucie. Bramkę dla Wisły Kraków strzelił Włodzimierz Kościelny w 88. minucie.
| 9 września 1954 | Gwardia Warszawa · Hachorek 2', 22' · Baszkiewicz 51' | 3:12:0Raport | Wisła Kraków · Kościelny 88' | Stadion Olimpijski, Wrocław Widzów: 20 000 Sędzia: Marian Nalepa (Stalinogród) |
|                 |                                                       |              |                              |                                                                                |

| GWARDIA WARSZAWA  |  |                        |
|                   |  |                        |
|                   |  |                        |
| BR                |  | Tomasz Stefaniszyn     |
| OB                |  | Zygmunt Sobczak        |
| OB                |  | Zdzisław Maruszkiewicz |
| OB                |  | Zygmunt Ochmański      |
| PO                |  | Edmund Zientara        |
| PO                |  | Jerzy Olszewski        |
| PO                |  | Ryszard Wiśniewski     |
| NA                |  | Stanisław Hachorek     |
| NA                |  | Adam Brzozowski        |
| NA                |  | Krzysztof Baszkiewicz  |
| NA                |  | Henryk Jazłowiecki     |
| Trener:           |  |                        |
| Edward Brzozowski |  |                        |

| WISŁA KRAKÓW                            |  |                       |  |         |
|                                         |  |                       |  |         |
| BR                                      |  | Jerzy Jurowicz        |  | Zejście |
| OB                                      |  | Jerzy Piotrowski      |  |         |
| OB                                      |  | Mieczysław Szczurek   |  |         |
| OB                                      |  | Stanisław Flanek      |  |         |
| OB                                      |  | Leszek Snopkowski     |  |         |
| PO                                      |  | Józef Mamoń           |  |         |
| PO                                      |  | Zdzisław Mordarski    |  |         |
| PO                                      |  | Zbigniew Kotaba       |  | Zejście |
| NA                                      |  | Wiesław Gamaj         |  |         |
| NA                                      |  | Włodzimierz Kościelny |  |         |
| NA                                      |  | Antoni Rogoza         |  |         |
| Rezerwowi:                              |  |                       |  |         |
| BR                                      |  | Zbigniew Lech         |  | Wejście |
| NA                                      |  | Józef Kohut           |  | Wejście |
| Trener:                                 |  |                       |  |         |
| Czesław Skoraczyński i Mieczysław Gracz |  |                       |  |         |

| Puchar Polski (1953/54)         |
| ------------------------------- |
| Gwardia Warszawa Pierwszy Tytuł |